# 포토사이토시스
포토사이토시스(potocytosis)는 작은 분자가 세포의 원형질막을 가로 질러 수송되는 수용체 매개 세포내 섭취의 한 유형이다. 분자는(클라트린으로 코팅된 소포가 아니라면) caveolae에 의해 운반되고 세포질에 직접 침착된다.
다른 유형의 수용체 매개 세포내이입과 마찬가지로, 포토사이토시스는 일반적으로 세포외 리간드가 세포 표면의 수용체 단백질에 결합하여 세포내 이입 소포의 형성을 시작할 때 시작된다. 리간드는 일반적으로 저분자(예: 비타민)이지만 일부 더 큰 분자(예: 지질)도 리간드로 작용할 수 있다.

## 원리
원형질막의 지질뗏목은 막 마이크로도메인으로 작용한다. 그들은 콜레스테롤과 스핑고지질(sphingolipid)이 풍부하고 분자의 측방 구획화로서 포토사이토시스에 관여한다. Caveolae는 분자 수송에 기여하는 이러한 지질 뗏목에서 발견되는 카베올린-1이 풍부한 부드러운 함입이다.
포토사이토시스는 세포 표면의 동굴로 물질을 흡수하여 작동한다. 글리코실포스파티딜이노시톨, 즉 고정된 막 단백질 클래스는 고농도의 분자를 생성한다. 이 과정은 수용체 결합 분자를 방출하거나, 분자를 효소적으로 전환하거나, 운반체 단백질에서 방출하여 일어날 수 있다.

## 같이 보기
- 막 수송